# Henicops washpoolensis
Henicops washpoolensis är en mångfotingart som beskrevs av Edgecombe och Hollington 2005. Henicops washpoolensis ingår i släktet Henicops och familjen fåögonkrypare. Inga underarter finns listade i Catalogue of Life.